# Podobrazie
Podobrazie, podłoże malarskie – ogólna nazwa podłoża w malarstwie sztalugowym (w malarstwie ściennym i innych rodzajach malarstwa raczej tylko „podłoże malarskie”).

## Podobrazia drewniane
Chronologicznie najstarszymi znanymi podobraziami były używane już w starożytności odpowiednio przygotowane deski drewniane. Rodzaj drewna i sposób jego przygotowania był różny w różnych czasach, krajach i dla różnych technik malarskich. Podstawą był wszędzie wybór odpowiednio wysezonowanego drewna, pozbawionego sęków i nadmiaru żywicy. Niekiedy m.in. w malarstwie bizantyjskim i malarstwie ikon dla zwiększenia trwałości drewna stosowano gotowanie desek w oleju. Deski bywały niekiedy klejone, zwłaszcza w przypadku większych formatów, i prawie zawsze, w różny sposób zabezpieczane przed paczeniem, tj. wyginaniem pod wpływem zmian wilgotności otoczenia. Stosowane były w tym celu m.in. szpongi (zastrzały) – umieszczane z tyłu lub na krawędziach wąskie listewki mocowane na „jaskółczy ogon” prostopadle do słojów drewna.
W malarstwie gotyckim rolę tę spełniały często masywne ramy. Stosowano również mocowane na odwrocie obrazu całe konstrukcje, tzw. parkiety.
Deski bywały często dla wzmocnienia w klejenia i dla izolacji warstwy malarskiej oklejane płótnem, po czym wielokrotnie gruntowane i szlifowane.
Deski były głównym rodzajem podobrazia stosowanym od starożytności do końca XVII wieku. W wielu przypadkach stosowane były i później, nawet współcześnie, zwłaszcza w technikach nawiązujących do warsztatów dawnych mistrzów, w ikonach i kopiach dawnego malarstwa.
Współcześnie często są używane jako podobrazia materiały drewnopochodne – sklejki, płyty pilśniowe i płyty wiórowe. Używanie płyt pilśniowych było cechą charakterystyczną malarstwa NRD. W Polsce wielu znanych malarzy również stosowało takie podobrazia, niekiedy wręcz programowo – m.in. Jerzy Duda-Gracz czy Zdzisław Beksiński.

## Podobrazia płócienne
Podobrazia płócienne zaczęto stosować w XV wieku, ale dominującą rolę jako najczęściej używane podobrazie płótno zdobyło w końcu XVII wieku. Używane było głównie do techniki olejnej, obecnie także akrylowej.
Używane jest najczęściej płótno lniane, rzadziej konopne, jutowe, bawełniane, jedwabne, a współcześnie syntetyczne.
Płótno jako podobrazie jest najczęściej napinane na krosno malarskie – blejtram lub tak zwaną nibyramę, czyli blejtram o sklejonych na stałe narożnikach. W różnych epokach stosowano różne sposoby naciągania płótna na krosna, pierwotnie często przy pomocy sznurowania od odwrocia, później zwykle przy pomocy kołków, potem gwoździ mocujących tkaninę na krawędziach blejtramu. Obecnie najpopularniejsze są zszywki wbijane przy pomocy specjalnego pistoletu.
Płótno aby pełnić funkcję podobrazia musi być poddane odpowiednie obróbce, dekatyzacji, prasowaniu, usunięciu węzłów, nierówności, potem przeklejeniu, to znaczy nasączeniu rozcieńczonym roztworem gorącego kleju, zwykle skórnego lub kostnego. Warstwa kleju ma za zadanie izolację odwrocia warstw malarskiej od wpływów zewnętrznych, jednocześnie zaś wzmacnia płótno. Następnie płótno jest gruntowane, czyli pokrywane różnego rodzaju farbami lub masami podkładowymi. Najczęściej stosowane były grunty na bazie kredy, gipsu, kleju skórnego, często z dodatkiem oleju lub pokostu i pigmentów. Obecnie popularne są emulsyjne grunty syntetyczne.
Płótno bywało także naklejane na podkład kartonowy, drewniany lub drewnopochodny, zwłaszcza w pracach o mniejszym formacie.
Płócienne podobrazia zyskały dużą popularność głównie dzięki swej lekkości, istotnej zwłaszcza przy dużych formatach, i elastyczności. Obecnie jest to najpopularniejsze podobrazie w malarstwie sztalugowym, a przez wielu odbiorców niesłusznie uważane za najwłaściwsze i najszlachetniejsze. Podobrazia płócienne, przy wielu zaletach posiadają też liczne wady, m.in. wrażliwość na zmiany wilgotności powietrza, wrażliwość na uszkodzenia mechaniczne i termiczne. Niewłaściwie czy niedbale przygotowane podobrazie płócienne może doprowadzić w efekcie do uszkodzenia lub zniszczenia malowidła.

## Podobrazia metalowe
Metal jako podobrazie odegrał mniejszą rolę niż dwa poprzednie materiały i był stosowany prawie wyłącznie pod technikę olejną. Stosowane były najczęściej blachy miedziane, srebrne, ołowiane, rzadziej mosiężne, stalowe czy z innych metali.
Największe zastosowanie jako podobrazie blacha znalazła w malarstwie funeralnym, zwłaszcza w dawnej Polsce przy portretach trumiennych, w heraldycznych tablicach epitafijnych, także w malarstwie reklamowym (szyldy, znaki firmowe). Metalowe podłoża były też stosowane w malarstwie miniaturowym i obrazach niewielkiego formatu, zwłaszcza w XVII i XVIII wieku. Szczególnie często na blasze miedzianej malował Jan Brueghel.
Obecnie bywa stosowane, prócz malarstwa reklamowego, eksperymentalnie przez niektórych malarzy, przy czym popularna bywa blacha aluminiowa.
Podobrazia z blachy cechuje duży ciężar, ale przy małych formatach mają też zalety – trwałość podłoża, brak możliwości negatywnego wpływu czynników zewnętrznych od odwrocia, a w przypadku blach miedzianych, mosiężnych, ołowianych – reakcja ze spoiwem olejnym znacznie przyśpieszająca schnięcie malowidła.

## Podobrazia papierowe
Podobrazia papierowe stosowane były od czasu wynalezienia papieru w VIII wieku p.n.e. na Dalekim Wschodzie. W kręgu kultury wschodniej podobrazia papierowe stosowane są powszechnie do dziś, głównie pod techniki akwarelowe, lawowanego tuszu, ale także pod temperę i techniki pozłotnicze (tybetańskie i mongolskie malarstwo religijne).
W kręgu kultury europejskiej papier (i jego pochodne – karton, tektura) stosowany był od XV wieku, ale głównie jako podobrazie do form pośrednich, a nie jako podobrazie ostatecznego dzieła. Na papierowych podobraziach wykonywano szkice, w różnych technikach – rysunkowych, temperowych i olejnych.
Ze względu na niewielki koszt od połowy XIX wieku do współczesności podłoża kartonowe lub tekturowe stosowane są często w pracach studyjnych. W dwudziestoleciu międzywojennym podobrazia z grubej tektury były dość powszechnie stosowane w Polsce dla twórczości komercyjnej nawet przez uznanych malarzy m.in. Wojciecha Kossaka, Alfonsa Karpińskiego i Jacka Malczewskiego. Tego rodzaju podobrazia popularne też były wśród twórców awangardy, zwłaszcza rosyjskiej i radzieckiej. Współcześnie również stosowane, zwłaszcza do prac studyjnych, studenckich i szkiców.
Podłoża papierowe i papieropochodne nie są trwałymi podobraziami. Stosowane często bez gruntu ulegają niszczącemu działaniu substancji zawartych w farbach, zwłaszcza oleju. Z biegiem czasu stają się kruche, są oczywiście bardzo wrażliwe termicznie i nieodporne na wilgoć, jednak prawidłowo przygotowane, tzn.oklejone cienkim płótnem, zagruntowane i izolowane od odwrocia od wilgoci mogą pełnić rolę dobrych i tanich podobrazi.

## Inne podobrazia
W niektórych technikach malarskich stosowane są specyficzne podobrazia.
- W technice zdobienia malarskiego ceramiki stosowana jest różnego rodzaju ceramika.
- W technice miniatury szczególnie popularna jest kość – głównie słoniowa lub kopalna.
- Szkło jako podobrazie stosowane bywa w malarskim wykańczaniu witrażu, w malarstwie na szkle, zwłaszcza ludowym, w dekoracji luster.
- podobrazia syntetyczne są eksperymentalnie używane przez wielu twórców, jednak żadne nie zdobyło popularności ani nie wykazało szczególnie cennych zalet.
- ciało ludzkie – bywa stosowane jako podobrazie przez twórców awangardowych w różnego rodzaju happeningach i performance'ach. Ostatnio jest coraz popularniejsze ozdabianie malarstwem ciała jako alternatywa dla tatuażu.

## Literatura
- Cennino Cennini: Rzecz o malarstwie, Wrocław 1955
- Max Doerner: Malmaterial und seine Verwendung in Bild, Stuttgart 1960
- Władysław Ślesiński: Techniki malarskie, Warszawa, „Arkady”, 1984, ISBN 83-213-2972-1